# Victoria (1979)
Victoria ist ein 1977/78 entstandenes, schwedisch-deutsches Gesellschaftsdrama von Bo Widerberg. Der norwegische Schriftsteller Knut Hamsun schuf als Vorlage die gleichnamige Erzählung (1898).

## Handlung
Erzählt wird von der letztendlich unmöglichen Liebe des jungen Müllersohnes Johannes zu der jungen Adeligen Victoria im Norwegen des ausgehenden 19. Jahrhunderts. Der Wunsch des schwärmerischen und naturverbundenen jungen Mannes ist es, eines Tages ein großer Schriftsteller zu werden. Als er mit 14 die Tochter aus wohlhabendem Elternhaus kennen lernt, ist das Mädchen gerade erst zehn Jahre jung. Victoria ist ihm nah und doch so unerreichbar fern, denn die Standesgesetze sind eine kaum überwindbare Hürde und der soziale Stand eines Müllersohnes ist ausgesprochen niedrig. Beide jungen Leute wachsen in ihrem jeweiligen Umfeld auf und Johannes Verlangen nach Victoria wird immer stärker. Der junge Mann tut alles, um das zur hübschen jungen Dame gereifte Mädchen zu beeindrucken, in der vagen Hoffnung, doch noch ihr Herz gewinnen zu können. Doch er scheitert dabei ebenso wie mit seinen verzweifelten Versuchen, die soziale Leiter aufzusteigen.
Auch mit den Jahren, in denen Johannes ein erfolgreicher Autor wird, scheinen die Hindernisse zwischen ihm und Victoria weiterhin enorm. Zwar kommt es immer wieder zu Begegnungen zwischen den beiden, und man spricht sich über die beiderseitigen Gefühle aus. Doch die gesellschaftlichen Normen und Schranken, verbunden mit den Erwartungen von Victorias Eltern, dass Victoria eines Tages den feschen Offizier Otto heiratet, machen alles zunichte. Der junge Leutnant ist finanziell eine glänzende Partie, die Victorias Eltern unbedingt anstreben, denn sie benötigen sein Geld sehr: die Vermählung ihrer Tochter mit Otto ist für sie der letzte Hoffnungsschimmer, aus der eigenen finanziellen Malaise herauszukommen. Aller Hoffnung wird jedoch eines Tages zunichtegemacht, als Victoria schwer erkrankt und schließlich an Tuberkulose stirbt. Johannes bleibt lediglich ein Brief Victorias, in dem sie ihre Ablehnung ihm gegenüber erklärt: nämlich aufgrund der von ihren Eltern gewollten und forcierten Eheschließung mit Otto.

## Produktionsnotizen
Victoria wurde ab Juli 1977 mit mehreren Unterbrechungen an verschiedenen Orten in Norwegen und Schweden gedreht, die 87-tägigen Dreharbeiten wurden im Frühjahr 1978 abgeschlossen. Die Fertigstellung des Films erfolgte zum Jahresbeginn 1979. Erstmals präsentiert wurde Victoria während der Filmfestspiele in Cannes am 19. Mai 1979, wo der Film für die Goldene Palme nominiert war.
Die deutsche Erstaufführung fand am 7. September desselben Jahres in vier deutschen Städten (Hamburg, Stuttgart, München und Frankfurt am Main) statt. Der Film erhielt das Prädikat „wertvoll“.
Die Bauten stammen aus der Hand von Ulf Axén. Als Redakteur des mitproduzierenden ZDF zeichnete Martin Büttner verantwortlich.

## Kritiken
„Bo Widerberg als ‘total filmmaker‘ bei der Verfilmung von Nobelpreisträger Knut Hamsun. Fazit von Roman und Film: Die große Liebe bleibt ein unerfüllter Traum.“

„Uninspirierte, fantasiearme Literaturverfilmung. Mögliche Ansätze zur Sozialkritik werden zugunsten einer oberflächlich romantisierten Dreiecksproblematik vernachlässigt.“

„Am Film des schwedischen Regisseurs Bo Widerberg schieden sich 1979 in Cannes die Geister.“